# Asa (König)

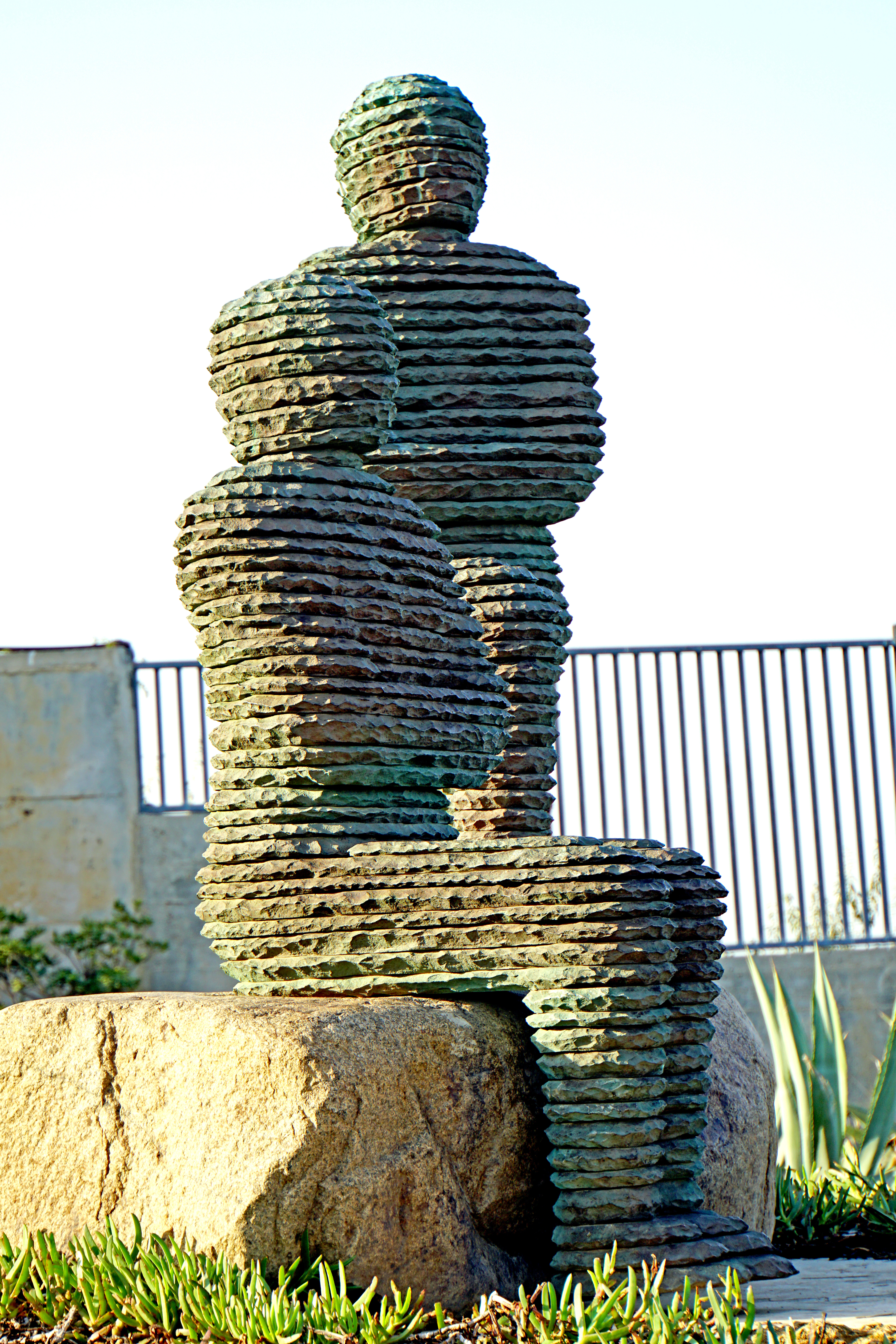
Die Könige Joschafat und Asa, Skulptur von Boaz Vaadia (Tel Aviv, Gan haAtzma'ut)

Asa war der dritte König von Juda und regierte 41 Jahre von 913 bis 873 v. Chr.

## Etymologie
Der hebräische Personenname אָסָא ’āsā’ „Asa“ ist mutmaßlich die Kurzform eines Verbalsatznamens, dessen Subjekt (und zugleich theophores Element) entfallen ist. Das Prädikat ist von der Verbwurzel אסי ’sj, deutsch ‚heilen‘ ableitbar. Der Name lässt sich daher als „(Gott) hat geheilt“ übersetzen. Eine Vollform des Namens ist nicht bekannt. Im tradierten Schrifttum der Kirche gibt das Griechische Alte Testament den Namen als Ασα (dt. ‚Asa‘) wieder, die lateinische Vulgata als Asa.

## Biblische Erzählung

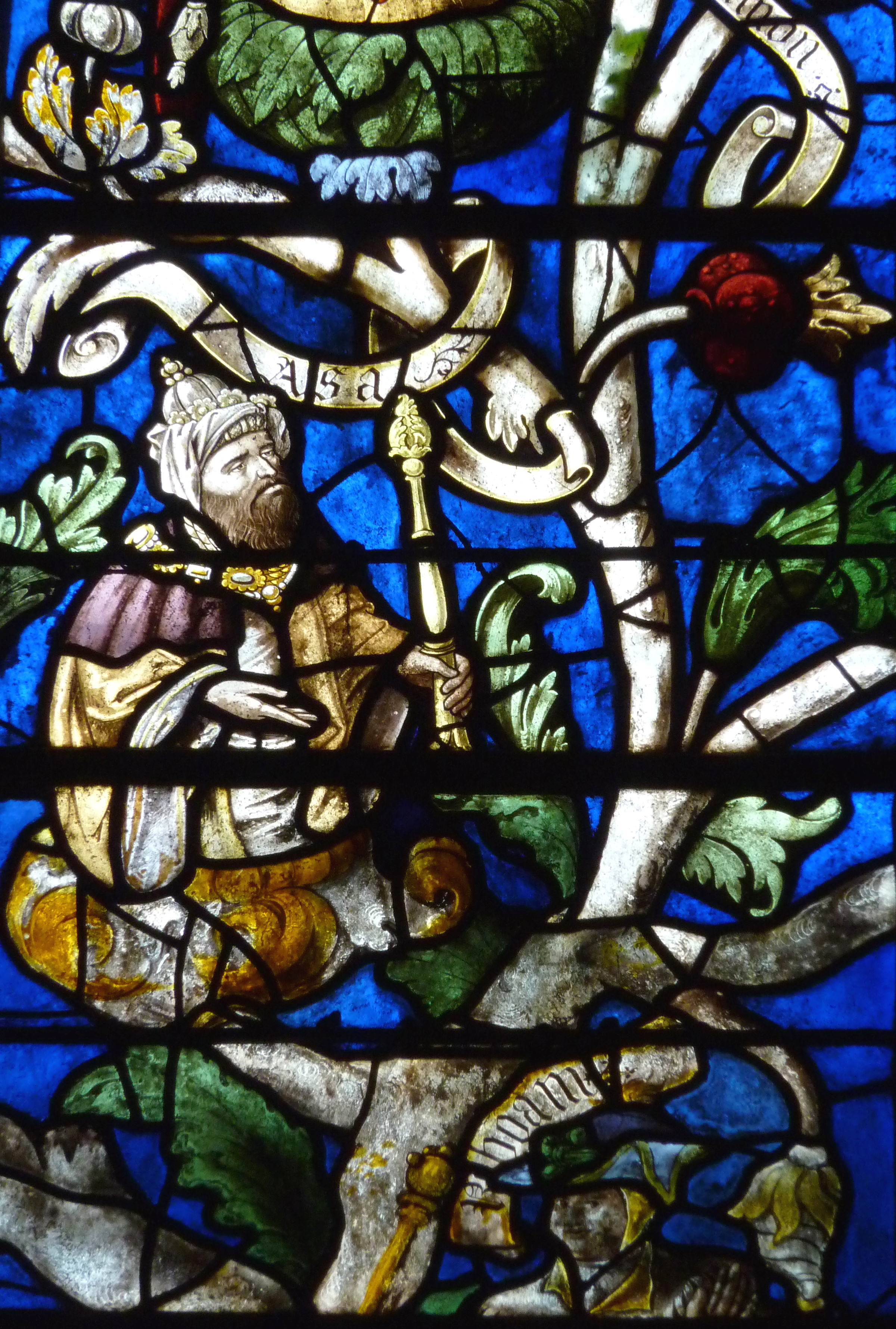
Bleiglasfenster mit der Darstellung der Wurzel Jesse in der Kirche Saint-Martin in Herblay, König Asa

Asa gehörte zum Stamm Juda, sein Vater war Abija, König von Juda (der drei Jahre regierte), sein Großvater Rehabeam, König von Juda. Seine Regierungszeit wird mit 41 Jahren beziffert. Maacha wird als seine Mutter genannt. Damit ist der Titel der Königinmutter gemeint, biologisch ist Maacha nämlich Asas Großmutter. Asa wird positiv bewertet, er entfernte die Altäre des Baal und andere Götzenbilder, setzte auch seine Großmutter als Königinmutter ab, da diese der Aschera ein Kultbild errichtet hatte (1 Kön 15,13 ). Das Kultbild verbrannte er im Kidrontal. Die Kulthöhen blieben hingegen erhalten. Er war Spender von Weihegaben an den Tempel (1 Kön 15,15 ). 
Asa befand sich andauernd im Krieg mit Bascha, dem König des Nordreich Israel. Um eine Bedrohung durch Bascha abzuwehren, der gegen das südliche Königreich Juda in den Krieg zog und dafür die Stadt Rama befestigte, schickte er die Schätze des Tempels und seines Palastes zu Ben-Hadad, dem König von Aram, damit dieser sein Bündnis mit Israel löse und mit ihm gegen Israel in den Krieg ziehe. Ben-Hadad willigte ein und ließ im Nordreich Israel die Städte Ijon, Dan, Abel-Bet-Maacha und die Regionen Kinneret und Naftali verwüsten (1 Kön 15,20 ). Daraufhin gab Bascha die Befestigung Ramas auf, Asa entfernte die Befestigung und verwendete sie für den Ausbau von Geba in Benjamin und Mizpa (1 Kön 15,22 ).

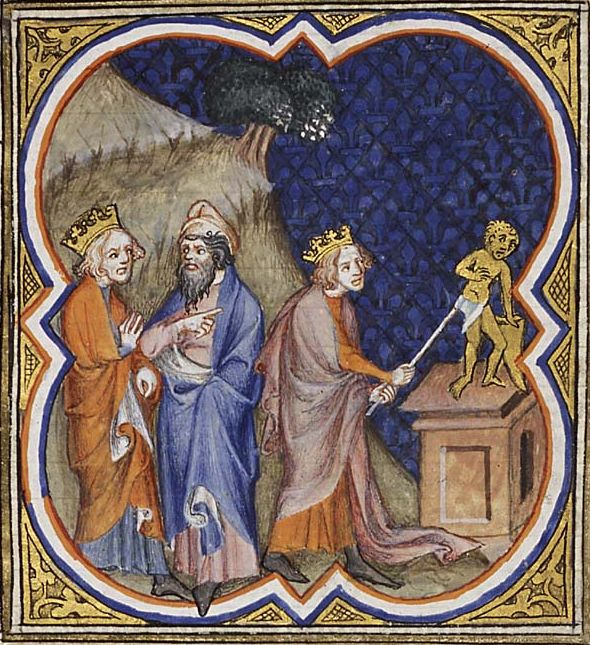
Asa zerstört die Mazzeben, aus Petrus Comestors Bible Historiale, 1372

2 Chr 16  berichtet darüber hinaus von dem Seher Hanani, der Asa vorwarf, dieser würde sich auf Aram mehr verlassen als auf JHWH. Daraufhin ließ Asa ihn ins Gefängnis sperren. Im Alter litt Asa unter einer Fußkrankheit (1 Kön 15,23 ), er starb eines natürlichen Todes und wurde in der Davidsstadt begraben (1 Kön 15,24 ). Nach seinem Tod regierte sein Sohn Joschafat als König von Juda. 